# Ordklasstaggning
Ordklasstaggning är processen för att märka upp ordklass eller andra syntaktiska
klasser till ord i en korpus, och det är en språkteknologisk metod. Före ordklasstaggning måste en separering av ord i en text göras, det kallas ordsegmentering (ibland tokenisering). Skiljetecken och interpunktionstecken som till exempel punkt (.), kommatecken (,), kolon (:), semikolon (;) och talstreck (-) separeras också från orden och märks upp.
Ordklasstaggning är en disambigueringsuppgift eftersom ord kan vara flertydiga.
Problemet med ordklasstaggning är att särskilja flertydigheten, att välja rätt ordklass för kontexten. Ordklasstaggare är antingen regelbaserade eller stokastiska. Regelbaserad taggare, för automatisk tilldelning av ordklass, använder lexikon och en mängd handskrivna disambigueringsregler som avgör vilken ordklass ett ord tillhör genom att se till kontexten. En stokastisk taggare består av ett lexikon, en träningskorpus samt programvara som tillämpar den så kallade Viterbialgoritmen som hittar den troligaste tillståndsföljden i en dold Markovmodell. Lexikonet listar alla ord som förekommer i träningskorpusen antingen som lemmaformer eller som böjda former och deras möjliga ordklasstaggar. Ett lexikon är i regel finit, men vissa taggare tillämpar i stället en morfologisk skanner. En morfologisk skanners främsta fördel är att den kan tagga även ord som inte förekommer i lexikonet och på så sätt ”lära sig”. En träningskorpus fungerar som konsultation till lexikonet för att avgöra ett ords lexikala tillhörighet. Det är oerhört viktigt att träningskorpusen är helt tillförlitlig, således måste den taggas för hand.

## Tagguppsättning
Tagguppsättningen kan se olika ut och innehålla mer eller mindre morfologisk information. PAROLE och SUC (Stockholm Umeå Corpus) är två ordklasstaggade korpusar. 
Tagguppsättning för substantiv neutrum pluralis definit genitiv definieras på följande sätt:
PAROLE: NCNPG@DS 

SUC: NN NEU PLU DEF GEN 

### Exempelmening
”Hunden jagade en liten katt på gården."

### Meningen ordsegmenterad och taggad med SUC-tagguppsättningen
Hunden nn ut sg def nom

jagade vb prt akt

en dt ut sg ind

liten jj pos ut sg ind nom

katt nn ut sg ind nom

på pp

gården  nn ut sg def nom

. mad --

### Förklaring av taggarna ovan
nn ut sg def nom = substantiv utrum singularis definit nominativ

vb prt akt = verb preteritum aktiv

dt ut sg ind = determinerare utrum singularis indefinit

jj pos ut sg ind nom = adjektiv positiv utrum singularis indefinit nominativ 

nn ut sg ind nom = substantiv utrum singularis indefinit nominativ

pp = preposition

nn ut sg def nom = substantiv utrum singularis definit nominativ

mad -- = meningsskiljande interpunktion
Utöver morfosyntaktisk annotering så kan en korpus också annoteras syntaktiskt (fraser, satser), semantiskt (tematiska roller) och pragmatiskt (till exempel identifikation av talakter). 